# American Hockey League 1957-1958
La stagione 1957-1958 è stata la 22ª edizione della American Hockey League, la più importante lega minore nordamericana di hockey su ghiaccio. Si giocò la quinta edizione dell'AHL All-Star Game il 6 ottobre 1957 fra i campioni in carica dei Cleveland Barons e la selezione degli AHL All-Stars, sfida conclusa con il successo degli All-Stars per 5-2. La stagione vide al via sei formazioni e al termine dei playoff gli Hershey Bears conquistarono la loro seconda Calder Cup sconfiggendo gli Springfield Indians 4-2.

## Stagione regolare

### Classifica
|  | Pos. | Squadra             | Pt | G  | V  | S  | N | GF  | GS  | DR  |
|  | ---- | ------------------- | -- | -- | -- | -- | - | --- | --- | --- |
|  | 1.   | Hershey Bears       | 85 | 70 | 39 | 24 | 7 | 241 | 198 | +43 |
|  | 2.   | Cleveland Barons    | 81 | 70 | 39 | 28 | 3 | 232 | 163 | +69 |
|  | 3.   | Providence Reds     | 71 | 70 | 33 | 32 | 5 | 237 | 220 | +17 |
|  | 4.   | Springfield Indians | 66 | 70 | 29 | 33 | 8 | 231 | 246 | -15 |
|  | 5.   | Rochester Americans | 64 | 70 | 29 | 35 | 6 | 205 | 242 | -37 |
|  | 6.   | Buffalo Bisons      | 53 | 70 | 25 | 42 | 3 | 224 | 301 | -77 |

Legenda:

      Ammesse ai Playoff
Note:

Due punti a vittoria, un punto a pareggio, zero a sconfitta.

### Statistiche
Classifica marcatori
| Giocatore        | Squadra             | PG | Gol | Assist | Punti |
| ---------------- | ------------------- | -- | --- | ------ | ----- |
| Willie Marshall  | Hershey Bears       | 68 | 40  | 64     | 104   |
| Dunc Fisher      | Hershey Bears       | 70 | 41  | 47     | 88    |
| Jimmy Moore      | Cleveland Barons    | 70 | 25  | 48     | 83    |
| Cal Gardner      | Springfield Indians | 69 | 24  | 57     | 81    |
| Gerry Ehman      | Springfield Indians | 68 | 40  | 39     | 79    |
| Larry Wilson     | Buffalo Bisons      | 70 | 26  | 53     | 79    |
| Bill Sweeney     | Providence Reds     | 70 | 31  | 46     | 77    |
| Bruce Carmichael | Providence Reds     | 70 | 22  | 55     | 77    |
| Fred Glover      | Cleveland Barons    | 64 | 28  | 48     | 76    |
| Floyd Smith      | Springfield Indians | 70 | 25  | 50     | 75    |
|                  |                     |    |     |        |       |

Classifica portieri
| Giocatore     | Squadra             | PG | MGS  |  |
| ------------- | ------------------- | -- | ---- |  |
| Johnny Bower  | Providence Reds     | 64 | 2.19 |  |
| Bob Perreault | Hershey Bears       | 47 | 2.72 |  |
| Gilles Mayer  | Hershey Bears       | 22 | 2.82 |  |
| Marcel Paille | Providence Reds     | 41 | 3.02 |  |
| Claude Evans  | Springfield Indians | 53 | 3.36 |  |
|               |                     |    |      |  |

## Playoff
|  | Semifinali | Semifinali          | Semifinali |                     |   | Calder Cup    | Calder Cup | Calder Cup |  |
|  |            |                     |            |                     |   |               |            |            |  |
|  | 1          | Hershey Bears       | 4          |                     |   |               |            |            |  |
|  | 1          | Hershey Bears       | 4          |                     |   |               |            |            |  |
|  | 3          | Providence Reds     | 1          |                     |   |               |            |            |  |
|  | 3          | Providence Reds     | 1          |                     | 1 | Hershey Bears | 4          |            |  |
|  |            |                     |            |                     | 1 | Hershey Bears | 4          |            |  |
|  |            |                     | 4          | Springfield Indians | 2 |               |            |            |  |
|  | 2          | Cleveland Barons    | 4          | Springfield Indians | 2 | 3             |            |            |  |
|  | 2          | Cleveland Barons    |            |                     |   |               |            |            |  |
|  | 4          | Springfield Indians | 4          |                     |   |               |            |            |  |

## Premi AHL
- Calder Cup: Hershey Bears
- F. G. "Teddy" Oke Trophy: Hershey Bears
- Dudley "Red" Garrett Memorial Award: Bill Sweeney (Providence Reds)
- Harry "Hap" Holmes Memorial Award: Johnny Bower (Cleveland Barons)
- John B. Sollenberger Trophy: Willie Marshall (Hershey Bears)
- Les Cunningham Award: Johnny Bower (Cleveland Barons)

### Vincitori
| Hershey Bears | Portiere: Bob Perreault Difensori: Dave Amadio, Al Dewsbury, Bucky Hollingworth, Frank Mathers, Ellard O'Brien, Jack Price, Larry Zeidel Attaccanti: Lorne Davis, Les Duff, Dunc Fisher, Len Haley, Arnie Kullman, Hec Lalande, Willie Marshall, Eddie Panagabko, Bob Solinger, Ed Stankiewicz Allenatore: Frank Mathers |

### AHL All-Star Team
First All-Star Team
- Attaccanti: Gerry Ehman • Willie Marshall • Dunc Fisher
- Difensori: Steve Kraftcheck • Ivan Irwin
- Portiere: Johnny Bower

Second All-Star Team
- Attaccanti: Boris Elik • Cal Gardner • Fred Glover
- Difensori: Frank Mathers • Tom Williams
- Portiere: Bob Perreault e Gerry McNeil